# Fränkische Arbeitsgemeinschaft

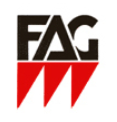
Logo der Fränkischen Arbeitsgemeinschaft

Die Fränkische Arbeitsgemeinschaft e. V. (FAG) ist ein fränkisches Bündnis aus Städten, Landkreisen, Gemeinden, Vereinen, Verbänden und Einzelpersönlichkeiten, das sich seit 1948 um die Interessen Frankens kümmert.

## Geschichte

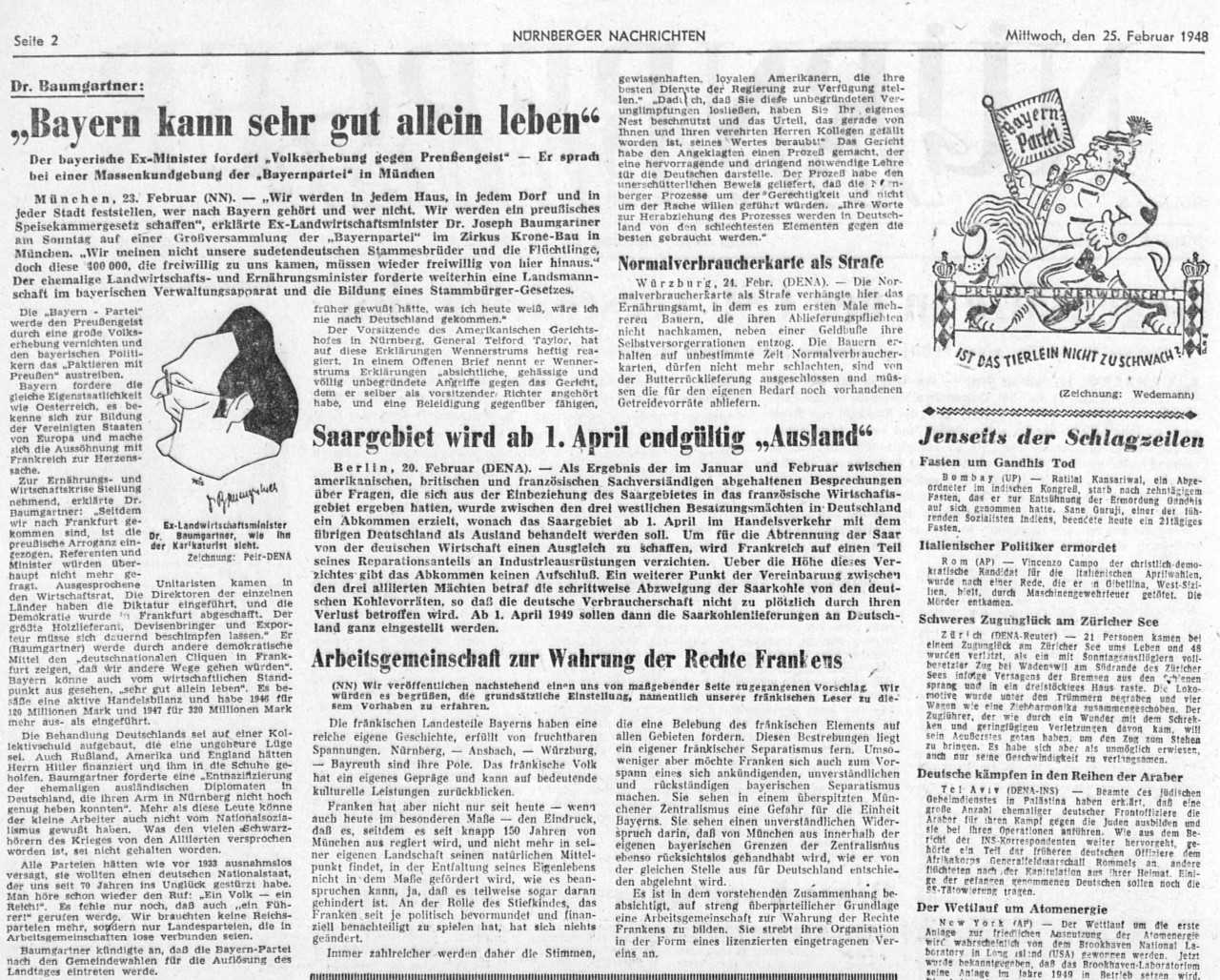
Nürnberger Nachrichten, Mittwoch, 25. Februar 1948

Am 25. Februar 1948 wurde in den Nürnberger Nachrichten zur Gründung einer „Arbeitsgemeinschaft zur Wahrung der Rechte Frankens“ aufgerufen. Der Beschluss über die Gründung erfolgte im März 1948, die Eintragung ins Vereinsregister beim Amtsgericht Nürnberg im Oktober desselben Jahres. Nach der Gründung folgte der erste öffentliche Aufruf der FAG „An die Bevölkerung Frankens“ und im März 1949 die erste öffentliche Veranstaltung.
Das erste Programm aus dem Jahr 1950 beinhaltete die Themen „Gegen eine weitere Vernachlässigung Frankens von Staatswegen“, „Berücksichtigung der fränkischen Stammeseigenart“, „Ausbau der fränkischen Hochschulen“, „Ablehnung jedes einseitigen Separatismus“ und „Bekennung zu Bayern in Deutschland“.

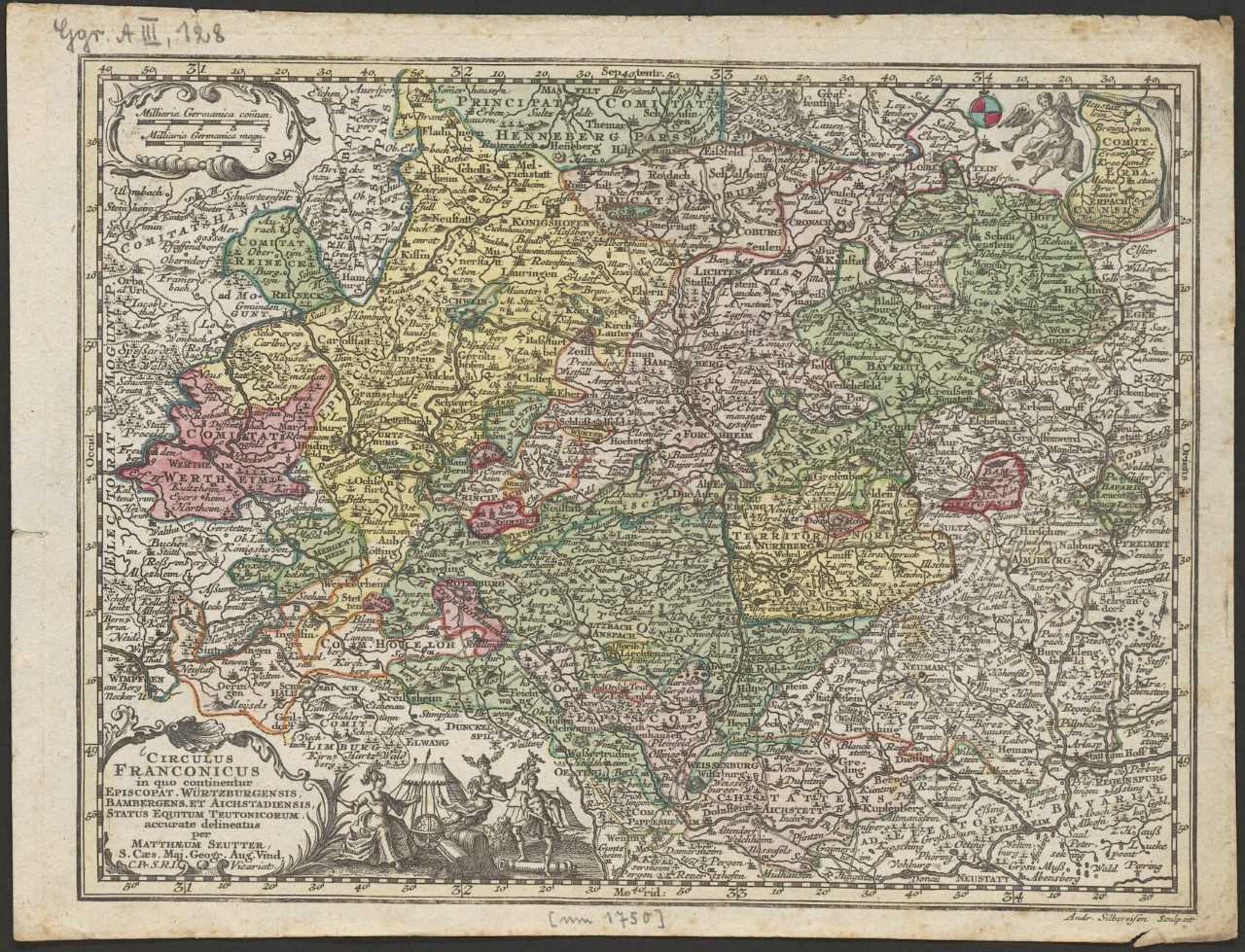
UB Erlangen-Nürnberg, Ggr. A III, 128: Fränkischer Reichskreis, 1740/42, Nachdruck als Kupferstich bei Matthäus Seutter, 1740/42.

## Tag der Franken
Der Tag der Franken wird seit 2006 jeweils am 2. Juli bzw. am folgenden Sonntag begangen. Der frühere 1. Vorsitzende der FAG, Helmut Ritzer, und der 3. Vorsitzende, Manfred Scholz, erwirkten zusammen mit dem damaligen bayerischen Innenminister Günther Beckstein im Jahr 2006 einen entsprechenden Beschluss des Landtags. Der Tag der Franken erinnert an die Errichtung des Fränkischen Reichskreises  am 2. Juli 1500 auf dem Reichstag zu Augsburg.

## Vorsitzende
- 1948–1971: Friedrich Bergold
- 1971–1985: Paul Keim, Landrat a. D.
- 1986: Helmut Vogel, Bürgermeister
- 1987–1997: Dietrich Sommerschuh
- 1997–2004: Emmi Weiß
- 2004–2014: Helmut Ritzer
- 2014–2019: Harry Scheuenstuhl
- ab Mai 2019: Wolfgang Wüst

## Veröffentlichungen (Auswahl)
- 1949: Franken in Bayern – ein Problem!
- 1988: Stimme und Gewissen Frankens – 40 Jahre FAG
- 1998: Franken – Eigenständige Region in Europa – 50 Jahre FAG
- 2018: Der Fränkische Reichskreis – ein europäisches Regionenmodell?, Autor: Wolfgang Wüst
- 2019: Franken und Schwaben – Integrationsprobleme und Zentralstaat, Autor: Wolfgang Wüst
- 2020 Kriminalgeschichte -Tatort Franken, Autoren: Wolfgang Wüst, Sabine Wüst und Markus Hirte
- 2020 Das Petitionsrecht des Bayerischen Landtages – gestern und heute, Autoren: Wolfgang Wüst, Helmut Ritzer, Dirk Götschmann
- 2021 Bacchus küsst Franken – Aspekte einer europäischen Weinlandschaft, Autoren: Wolfgang Wüst, Marina Heller, Paulus Schneider (+) und Sabine Wüst
- 2022 Natur, Ökologie und Landschaft – Umweltgeschichte in Franken, Autoren: Wolfgang Wüst, mit Christoph Gunkel, Thomas J. Hagen, Gerrit Himmelsbach, Arnd Kluge, Anika Magath und Sabine Wüst.
- 2023 Krieg – Diplomatie – Frieden – Schicksalsjahre in Franken vom Mittelalter bis zur Moderne, Autoren: Wolfgang Wüst, mit Günter Dippold, Christoph Gunkel, Thomas J. Hagen, Georg Seiderer, Bernhard Sicken und Gabriel Zeilinger. ISBN 978-3-8306-8192-2.
- 2024 Bier, Brauereien und Wirtshäuser in Franken – eine kulturhistorische Perspektive, Autoren: Wolfgang Wüst, mit Günter Dippold, Christoph Gunkel, Thomas J. Hagen, Marina Heller, Christian Kestel, Astrid Schneck und Birgit Speckle. ISBN 978-3-8306-8249-3